# Fall of Porcupine
Fall of Porcupine ist ein Adventurespiel des deutschen Entwicklers Critical Rabbit. Eine Demoversion mit dem Untertitel Last Days of Summer wurde im August 2021 auf der Branchenmesse Gamescom der Öffentlichkeit vorgestellt und via Steam für Microsoft Windows veröffentlicht.

## Handlung
Spielmittelpunkt ist Porcupine, eine fiktive Provinzstadt, die von zoomorphen Menschen bewohnt wird. Finley, der Hauptcharakter, tritt in Gestalt einer Taube auf. Er ist ein junger Arzt, der seine ersten schwierigen Arbeitswochen im Krankenhaus von Porcupine erlebt. Finley liebt seinen Job und brennt für seine Arbeit, doch schon bald stellt sich der Alltag in Form von Stress, Überstunden und einer harschen Oberärztin ein, die nicht nur Finley das Leben zur Hölle macht, sondern auch Mia, einer schüchternen Kollegin. Finley freundet sich mit ihr und dem störrisch-freundlichen Pfleger Karl an, mit denen er bei abendlichen Gesprächsrunden im örtlichen Pub zu ergründen sucht, ob seine Lebensentscheidungen richtig waren. Denn Finley zweifelt immer mehr an sich, seinem Beruf und dessen Sinn. Finleys Unsicherheit wird noch weiter durch die Dorfbewohner gesteigert, von denen manche dem Krankenhaus Ungereimtheiten und Inkompetenz vorwerfen. Einen Ausgleich zum Stress im Alltag findet  Finley bei seiner Freundin Pina. Diese nimmt das Leben nicht so schwer und zeigt ihrem besten Freund den Perlenwald, der Finley in eine wunderbar herbstliche, melancholische Stimmung versetzt. Hier erfährt er einen Moment der Ruhe, bevor er in den hektischen Berufsalltag zurückkehren muss, indem noch ganz andere Herausforderungen auf ihn warten. Im Krankenhaus stößt er auf dunkle Machenschaften, die er mit seinen Freunden versucht aufzuklären. Doch dann trifft die Stadt ein viel größeres Unglück.

## Gameplay
Der Spieler steuert Finley, welcher gehen, springen und gleiten kann. Mit den Bewohnern der Stadt kann Finley in einen direkten Dialog treten. Teilweise sind diese Gespräche und ihr Ausgang vorgegeben, teilweise ist es möglich, zwischen drei Antworten Finleys zu wählen, die das Spiel jeweils in eine andere Richtung lenken. So kann der Spieler einer Kollegin helfen, einen Snack aus dem Snackautomaten zu holen. Entscheidet er sich dafür, erhält er Informationen, die er später im Spiel anwenden kann. Hilft er nicht, bekommt er keine Informationen und ihm bleiben Szenen des Spiels verborgen, die er sonst hätte durchspielen können. Diese Angst, etwas Interessantes zu verpassen, Fear of missing out, wird als Hauptmotivator genutzt, um den Spieler dazu zu bringen, möglichst kluge Entscheidungen zu treffen. Denn es gibt viele verschiedene Wege und Optionen, wie das Spiel weitergehen kann. Der Spieler erlebt die Geschichte so auf seine eigene Weise und kann selbst entscheiden, mit welchen Figuren er sich intensiver auseinandersetzen möchte. Sebastian Heße, der Entwickler des Spiels, sagt dazu: „Darauf wollen wir in dem Hauptgame hinaus, dass jeder Spieler, jede Spielerin, ihre oder seine eigene Version von Fall of Porcupine erlebt hat. […] Das heißt, es gibt immer einen Zyklus und je nachdem, mit welchen Figuren man sich auseinandersetzt, erfährt man mehr über die Figur oder weniger […].“ Im Laufe des Spiels lernt der Spieler weitere Mechaniken kennen, wie die Benutzung eines Handys, das es ihm ermöglicht, mit der Welt komplexer zu interagieren. Über das Handy wird Finley regelmäßig über den Status seiner Patienten informiert und er muss diese behandeln. In besonderen Fällen müssen kleine Geschicklichkeitsspiele absolviert werden, um die Behandlung erfolgreich abzuschließen. Die Behandlungs-Minispiele sind je nach Anlass mit Geschicklichkeit oder Rhythmus zu lösen. Zwei Grundmechaniken werden dabei etabliert und gelernt, die anschließend regelmäßig in abgewandelter Form und variierendem Schwierigkeitsgrad auftreten.

## Entwicklung
Das Spiel basiert auf Recherchegesprächen mit Krankenhausmitarbeitern, die den Alltag in deutschen Krankenhäusern und die real existierenden Probleme des Gesundheitssystems spiegeln. Im August 2021 wurden der Prototyp mit dem Titel Last Days Of Summer und ein Trailer dazu veröffentlicht. Der Prototyp beinhaltet 13 Charaktere, mit denen der Spieler interagieren kann. Außerdem gibt es vier Minigames. Die Spielzeit beträgt 90 bis 120 Minuten.
Der Prototyp wurde von der Games-Förderung Nordrhein-Westfalen gefördert und von der Gamescom in den Indie Arena Booth 2021 aufgenommen. Im November 2021 wurde zusätzlich das komplette Spiel durch die Games-Förderung Nordrhein-Westfalen gefördert. Im Mai 2023 vollzog das Studio eine Umbenennung unter dem Namen Critical Rabbit, welcher fortan im Kontext von Fall of Porcupine als Entwickler auftritt.
Das Veröffentlichungsdatum wurde für den 15. Juni 2023 angesetzt.

## Rezeption
Steffi Schlottag vom Spielemagazin GameStar verglich den Look einer Vorabversion des Spiels mit dem des Adventures Night in the Woods. Sie hob die „warme Herbststimmung“ sowie die „malerische Grafik“ hervor. Auch GameStar erinnerte Fall of Porcupine: „... auf den ersten Blick an das Story-Adventure Night in the Woods.“
Adventure Corner schrieb über eine Vorabversion des Spiels: „Es setzt auch auf eine sehr angenehme Stimmung mit warmen Farben und gemütlicher Musik. Eine Tasse Tee passt perfekt dazu.“ Der Artikel kam zu dem Fazit: „Atmosphärisch stimmt hier viel!“
PC Games Insider schrieb über die vom Spiel geforderten realistischen Entscheidungen, die auch für das Leben außerhalb des Spiels Bedeutung haben können: „this is a game all about examining both Finley's life, and the lives we lead outside of the game. If you were Finley, what would you do? And what would you consider the most important decisions and the healthiest work-life balance?“
Beim Big Indie Pitch der Gamescom 2021 erreichte das Spiel den dritten Platz.